# Bentraces
Bentraces (llamada oficialmente San Xoán de Bentraces) es una parroquia y una villa española del municipio de Barbadanes, en la provincia de Orense, Galicia.

## Toponimia
La parroquia también es conocida por el nombre de San Juan de Bentraces.

## Organización territorial
La parroquia está formada por una entidad de población:
- Bentraces

## Demografía
Gráfica demográfica de la villa y parroquia de Bentraces según el INE español:
| Gráfica de evolución demográfica de Bentraces entre 2000 y 2022 |
|                                                                 |
| Datos según el nomenclátor publicado por el INE.                |